# Pycnarmon eosalis
Pycnarmon eosalis là một loài bướm đêm trong họ Crambidae.